# Capitonius bifasciatus
Capitonius bifasciatus är en stekelart som beskrevs av Gaspard Auguste Brullé 1846. Capitonius bifasciatus ingår i släktet Capitonius och familjen bracksteklar. Inga underarter finns listade.